# Twierdzenie Dulaca-Bendixona

Zgodnie z twierdzeniem Dulaca każdy dwuwymiarowy autonomiczny układ dynamiczny który ma periodyczną orbitę posiada obszar zarówno o dodatniej, jak i ujemnej dywergencji wewnątrz takiej orbity (tutaj odpowiednio czerwone i zielone obszary)

Twierdzenie Dulaca-Benidxona dla układów dynamicznych głosi, że jeśli istnieje funkcja {\displaystyle \varphi (x,y)} (zwana funkcją Dulaka) taka że:
{\displaystyle {\frac {\partial (\varphi f)}{\partial x}}+{\frac {\partial (\varphi g)}{\partial y}}\geqslant 0,}
a równość zachodzi jedynie na podzbiorze miary zero w jednospójnej przestrzeni fazowej, to wtedy autonomiczny układ dynamiczny
{\displaystyle {\frac {dx}{dt}}=f(x,y),}
{\displaystyle {\frac {dy}{dt}}=g(x,y)}
nie ma okresowych rozwiązań, które nie są punktami stałymi, w całości leżącymi wewnątrz obszaru.
Twierdzenie zostało po raz pierwszy sformułowane przez szwedzkiego matematyka Ivara Bendixona w 1901 roku i później udoskonalone przez Henriego Dulaca w 1923 roku, przy użyciu twierdzenia Greena.

## Dowód
Niech {\displaystyle \varphi (x,y)} będzie funkcja taką, że w jednospójnym obszarze {\displaystyle R} zachodzi
{\displaystyle {\frac {\partial (\varphi f)}{\partial x}}+{\frac {\partial (\varphi g)}{\partial y}}\geqslant 0}
oraz że równość zachodzi na zbiorze miary zero. Niech {\displaystyle C} będzie zamkniętą trajektorią wewnątrz {\displaystyle R,} a {\displaystyle D} wnętrzem {\displaystyle R.} Korzystając z twierdzenia Greena otrzymujemy
{\displaystyle {\begin{aligned}\iint _{D}\left({\frac {\partial (\varphi f)}{\partial x}}+{\frac {\partial (\varphi g)}{\partial y}}\right)\,dx\,dy&=\oint _{C}\left(-\varphi g\,dx+\varphi f\,dy\right)\\[6pt]&=\oint _{C}\varphi \left(-{\dot {y}}\,dx+{\dot {x}}\,dy\right).\end{aligned}}}
Ale na zachodzi {\displaystyle C,} {\displaystyle dx={\dot {x}}\,dt} oraz {\displaystyle dy={\dot {y}}\,dt} zatem całka musi być równa 0. Otrzymujemy sprzeczność. Nie istnieje taka zamknięta trajektoria {\displaystyle C.}